# Bezirksamt Wiesloch

Lage der Bezirksämter in Baden im Jahr 1890

Das Bezirksamt Wiesloch war eine von 1810 bis 1938 bestehende Verwaltungseinheit im Norden des Landes Baden mit Sitz in Wiesloch. Nach mehreren Verwaltungsreformen liegt sein Gebiet im baden-württembergischen Rhein-Neckar-Kreis.

## Geschichte

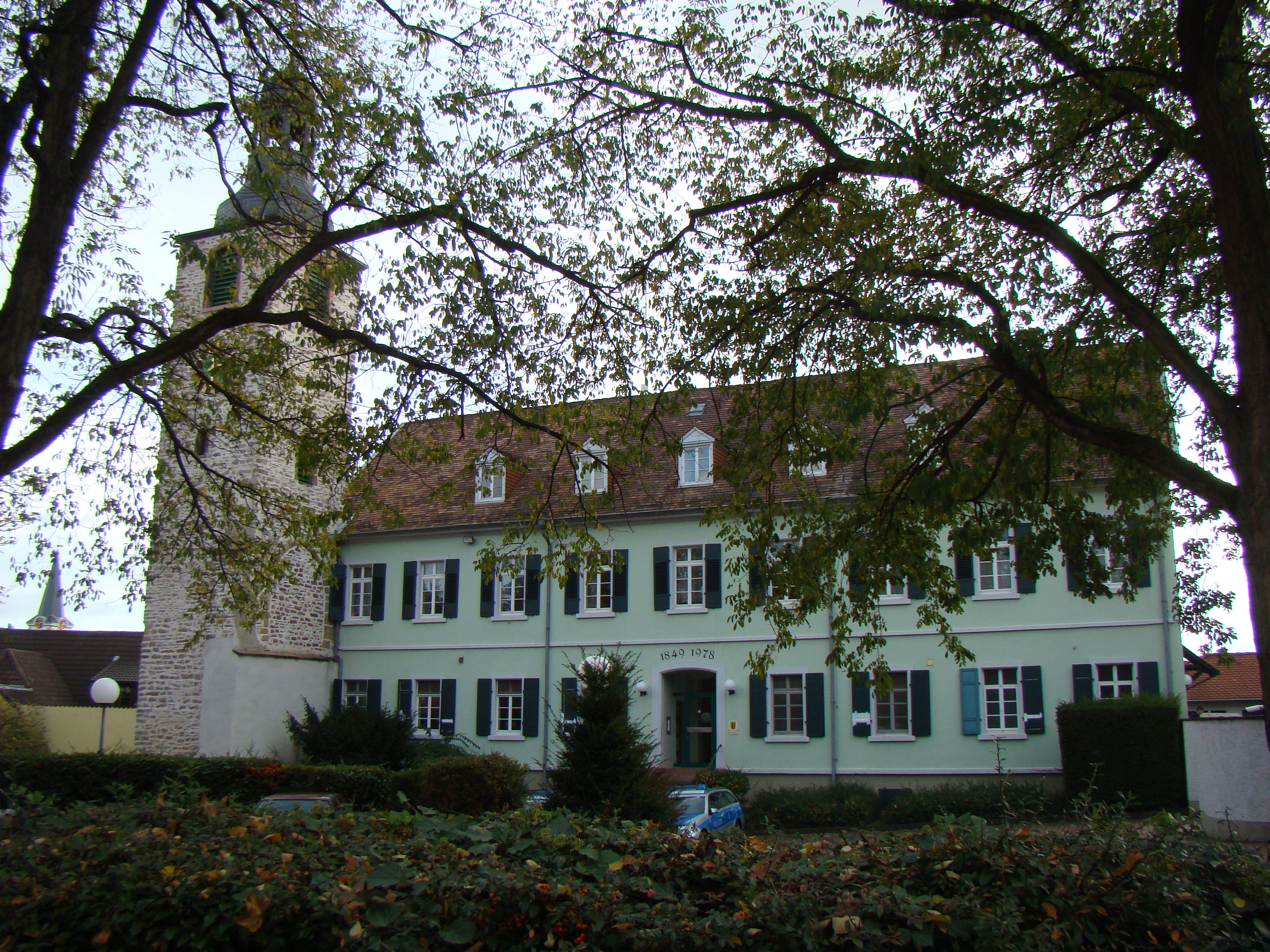
Das Amtsgebäude in Wiesloch.

Zur Integration der territorialen Zugewinne Badens als Folge des Reichsdeputationshauptschlusses war 1803 ein der Landvogtei Dilsberg unterstelltes Amt Wiesloch gegründet, aber schon 1804 wieder aufgelöst worden. Das aus ihm hervorgegangene Amt Kislau wurde 1809 aufgeteilt, der im Nordosten im Kraichgau im Einzugsgebiet von Leimbach und Waldangelbach gelegene Teil wurde als Stabsamt Rauenberg neu konstituiert. Diesem wurden 1810 Wiesloch und Altwiesloch vom Amt Oberheidelberg zugeschlagen, zugleich wurde das Stabsamt in Bezirksamt Wiesloch umbenannt. Sitz der Verwaltung wurde das Wieslocher Schloss.
Im Zuge der Trennung der Rechtsprechung von der Verwaltung 1857 wurde Wiesloch Sitz eines Amtsgerichts. Mit Inbetriebnahme der Bahnstrecke Wiesloch–Meckesheim 1901 erhielten die meisten der Ortschaften östlich von Wiesloch einen Bahnhof und somit eine direkte Verbindung zur Amtsstadt. Mit dem Gesetz über die Neueinteilung der inneren Verwaltung war festgelegt worden, dass das Bezirksamt Wiesloch zum 1. Oktober 1936 aufgelöst, das Gebiet dem Bezirksamt Heidelberg zugeteilt wird. Mit Ausnahme der Aufgaben, die sich aus der Wehrbezirkseinteilung ergaben, wurde dies vorläufig außer Kraft gesetzt. Zum 1. April 1938 wurde das Bezirksamt Wiesloch dann doch wie vorgesehen aufgelöst.
Die Ortschaften kamen 1939 zum Landkreis Heidelberg und bei der Kreisreform 1973 zum Rhein-Neckar-Kreis. Drei Gemeinden, die 1850 an das Bezirksamt Sinsheim abgetreten worden waren, gelangten über den Landkreis Sinsheim ebenfalls zum Rhein-Neckar-Kreis.

## Übergeordnete Behörden
Die übergeordneten Behörden waren stets in Mannheim angesiedelt:
- 1810 bis 1832 der Neckarkreis
- 1832 bis 1864 der Unterrheinkreis
- ab 1864 der Landeskommissärbezirk Mannheim, außerdem gehörten die Gemeinden dem neu gegründeten Kreisverband Heidelberg an.[4]

## Gemeinden und Einwohner

### Stabsamt Rauenberg 1809
Das Stabsamt Rauenberg umfasste zum Zeitpunkt seiner Errichtung 1809 diese 12 Ortschaften:
- Balzfeld
- Dielheim
- Eschelbach
- Horrenberg
- Malsch
- Malschenberg
- Mühlhausen
- Oberhof
- Rauenberg
- Rettigheim
- Rotenberg
- Unterhof

### 1836
Mit dem Ende der grundherrlichen Ämter kamen 1810 Baiertal und Schatthausen, 1811 der Hohenhardter Hof sowie 1813 vom aufgelösten Amt Eichtersheim Tairnbach, Eichtersheim und Michelfeld hinzu. 1829 wurde Walldorf vom Bezirksamt Heidelberg Wiesloch zugewiesen.
1836 hatte das Bezirksamt 16.237 Einwohner, davon 6.078 evangelisch, 9.084 Katholiken, 87 Mennoniten und 988 Juden. Sie verteilten sich auf die 17 Gemeinden wie folgt:
- Wiesloch 2.639, davon in der Dornmühle 9
- Altwiesloch 387
- Baiertal 1005, davon auf dem Hohenhardter Hof 9
- Dielheim 1058
- Eichtersheim 900
- Eschelbach 1011
- Horrenberg 583, darunter
  - Balzfeld 318
  - Oberhof 80
  - Unterhof 62
- Malsch 1302
- Malschenberg 420
- Michelfeld 1175
- Mühlhausen 861
- Rauenberg 942
- Rettigheim 633
- Rotenberg 252
- Schatthausen 531
- Tairnbach 408
- Walldorf 1860

### 1913

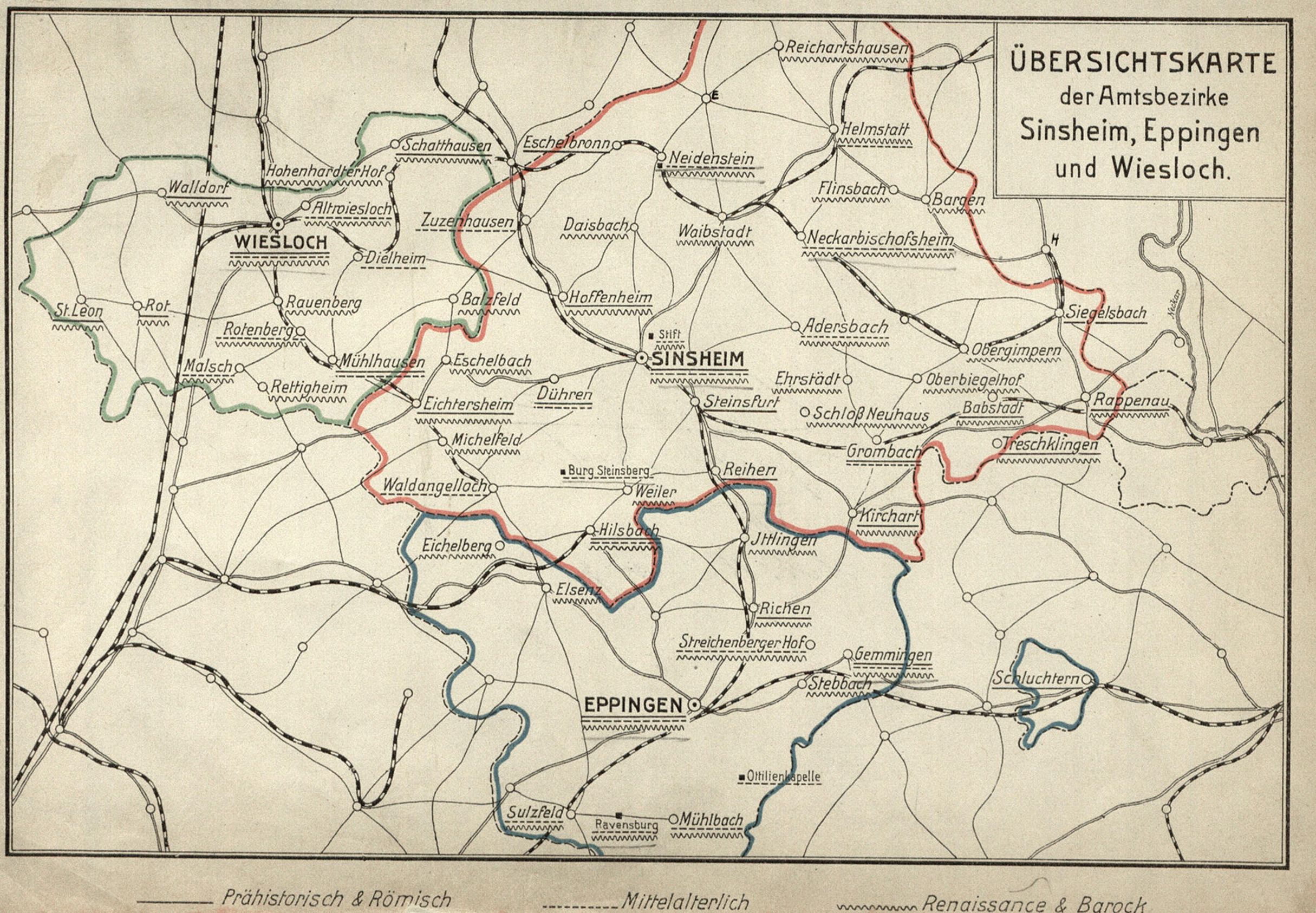
Karte der Amtsbezirke Sinsheim, Eppingen und Wiesloch von 1909.

1850 wurden Eschelbach, Eichtersheim und Michelfeld dem Bezirksamt Sinsheim zugeteilt. Bei der Auflösung des Bezirksamts Philippsburg 1864 kamen Rot und St. Leon hinzu. 1908 wurde Altwiesloch nach Wiesloch eingemeindet.
1910 hatte das Bezirksamt Wiesloch 27.574 Einwohner, davon 8292 evangelisch, 18877 Katholiken, 26 altkatholisch, 57 übrige Christen und 322 Juden. Sie verteilten sich 1913 auf 15 Gemeinden:
- Wiesloch 6536
- Baiertal 1668
- Dielheim 1960
- Horrenberg 1165
- Malsch 1440
- Malschenberg 750
- Mühlhausen 1838
- Rauenberg 1579
- Rettigheim 740
- Rot 2084
- Rotenberg 327
- St. Leon 2130
- Schatthausen 711
- Tairnbach 662
- Walldorf 3984

## Amtsvorsteher
Die Leitung der Verwaltung, als Amtmann oder Oberamtmann, später Landrat, hatten inne:
- 1810–1819 Johann Lang
- 1819–1827 Leopold Peter Gerber
- 1827–1831 Georg von Vogel
- 1832–1839 Josef Bleibimhaus
- 1839–1843 Carl Beck
- 1843–1850 Josef Bleibimhaus
- 1850–1853 Carl Fröhlich
- 1853–1861 Anton Jüngling
- 1861–1867 Gustav Lindemann
- 1867–1871 Leopold Sonntag
- 1871–1875 Georg Pfeiffer
- 1875–1877 Richard Bensinger
- 1877–1882 Alexander Pfisterer
- 1882–1890 Martin Friederich
- 1890 Karl August Kopp
- 1890–1893 Ludwig Genzken
- 1894–1899 Heinrich Cron
- 1899–1902 Adolf Klotz
- 1902–1905 Karl Heintze
- 1905–1914 Friedrich Hess
- 1914–1920 Georg Brombacher
- 1920–1932 Otto Naumann
- 1932–1933 Karl Dold
- 1933–1938 Walter Schäfer